# Eudoxie (épouse de Constantin V)
Pour les articles homonymes, voir Eudoxie.
Eudoxie (en grec: Ευδοκία) est une impératrice byzantine et la troisième épouse de Constantin V de l'Empire Romain. D'après les chroniques de Théophane le Confesseur, Eudoxie était la belle-sœur de Michel Mélissène, stratège du thème (région) des Anatoliques. Sa sœur et son beau-frère étaient les parents de Théodote Ier Cassitéras.

## Impératrice
Le mari d'Eudoxie, Constantin V était empereur depuis 741. Sa première femme Tzitzak avait donné naissance à leur unique fils connu, Léon IV le Khazar, le 25 janvier 750. Elle n'est plus mentionnée ensuite dans les écrits historiques. Lynda Garland suppose donc qu'elle est morte en couches. L'année suivante, Constantin se marie avec sa seconde épouse Marie.
Marie meurt sans enfants peu de temps après leur mariage. Bien que l'année du mariage de Constantin et d'Eudoxie ne soit pas connue, on estime que la cérémonie eut lieu entre la fin de 751 et 769. Selon Théophane, Constantin décerne à Eudoxie le titre d'Augusta le 1er avril 769. Le jour suivant, deux de ses fils sont nommés Césars et un troisième est fait nobellissime, ce qui signifierait que le mariage ait eu lieu plusieurs années avant.
Théophane note qu'il était inhabituel pour un empereur de se marier une troisième fois. Lorsque l'empereur Léon VI le Sage se marie avec sa troisième épouse Eudoxie Baïana en 899, George Alexandrovič Ostrogorsky note que ce troisième mariage est techniquement illégal en vertu du droit Romain et contraire aux pratiques de l'Église Orthodoxe orientale de l'époque. Ces différents éléments ont du probablement remettre en question la légalité du mariage entre Eudoxie et Constantin.
Constantin était un fervent iconoclaste. Durant son règne, il s'attaqua en particulier aux monastères connus comme des bastions iconodules. Cependant, sa femme Eudoxie est mentionnée comme un généreux bienfaiteur du monastère de Saint-Anthusa de Mantineon, ce qui indique qu'Eudoxie ne partageait probablement pas les mêmes points de vue que son mari. En 775, Constantin lance une campagne militaire contre Telerig de la Bulgarie, mais arrivé à Arcadiopolis, il est saisi par une forte fièvre, et meurt en chemin le 14 septembre 775. Eudoxie lui a sans doute survécu quelques années, mais rien ne l'indique de source sûre.

## Enfants
Eudoxie et Constantin V ont six enfants connus :
- Nicéphore. Nommé César en 769. Théophane indique qu'il fut impliqué dans des complots contre différents empereurs. Il complote tout d'abord contre son demi-frère Léon IV puis tente d'usurper le trône sous les règnes de son neveu, Constantin VI et de la mère de celui-ci, Irène. Aveuglé et exilé dans un monastère, il meurt sur l'île d'Aphousia peu après 812 ;
- Chistophoros. Deuxième fils présumé d'Eudoxie et de Constantin. Il est nommé César en 769. Théophane indique qu'il apporta son soutien à son frère dans différents complots. Exilé dans un monastère en 780, il a la langue tranchée en 792, puis est aveuglé en 799 ;
- Nicétas. Troisième fils présumé d'Eudoxie et de Constantin. Nommé nobellissime en 769. Il apporta également son soutien à son frère dans différents complots. Exilé dans un monastère en 780, il a la langue tranchée en 792, puis est aveuglé en 799 ;
- Anthime. Quatrième fils présumé d'Eudoxie et de Constantin. Nommé  nobellissime par son demi-frère Léon IV en 775. Exilé dans un monastère en 780, il a la langue tranchée en 792, puis est aveuglé en 799 ;
- Eudoxios. Cinquième fils présumé d'Eudoxie et de Constantin. Nommé nobellissime par son demi-frère Léon IV en 775. Exilé dans un monastère en 780, il a la langue tranchée en 792, puis est aveuglé en 799 ;
- Sainte Anthousa la Jeune (757-809). Devenue religieuse, elle refuse l'offre d'Irène de partager la régence, en attendant la majorité de Constantin VI[4].

## Sources
- (en) Cet article est partiellement ou en totalité issu de l’article de Wikipédia en anglais intitulé « Eudokia, wife of Constantine V » (voir la liste des auteurs).